# اچ‌نوام‌اس میولنر (۱۸۶۸)
اچ‌نوام‌اس میولنر (۱۸۶۸) (به انگلیسی: HNoMS Mjølner (1868)) یک کشتی بود که طول آن ۶۰٫۸۸ متر (۱۹۹ فوت ۹ اینچ) بود. این کشتی در سال ۱۸۶۸ ساخته شد.